# Joel Hitt
Joel Reuben Hitt (Clinton, 30 dicembre 1916 – Mobile, 2 giugno 2003) è stato un cestista statunitense, professionista nella NBL.

## Carriera
Giocò per una stagione nella NBL, disputando 13 partite con 0,7 punti di media.